# Ḥ̄
Ḥ̄ (minuscule : ḥ̄), appelé H macron point souscrit, est une lettre latine utilisé dans la romanisation ISO 233-1 de l’alphabet arabe. Elle est composée d’un H diacrité d’un point souscrit et d’un macron.

## Utilisation
Dans la romanisation ISO 233-1 de l’alphabet arabe, ‹ ḥ̄ › représente un ḥāʾ šadda ‹ حّ ›, le h point souscrit ‹ ḥ › et le macron représentant respectivement le ḥāʾ et le šadda.

## Représentations informatiques
Le H macron point souscrit peut être représenté avec les caractères Unicode suivants : 
- composé et normalisé NFC (latin étendu additionnel, diacritiques) :

| formes    | représentations | chaînes de caractères | points de code | descriptions                                                |
| --------- | --------------- | --------------------- | -------------- | ----------------------------------------------------------- |
| majuscule | Ḥ̄               | Ḥ◌̄                    | U+1E24 U+0301  | lettre majuscule latine h point souscrit diacritique macron |
| minuscule | ḥ̄               | ḥ◌̄                    | U+1E25 U+0301  | lettre minuscule latine h point souscrit diacritique macron |

- décomposé et normalisé NFD (latin de base, diacritiques) :

| formes    | représentations | chaînes de caractères | points de code       | descriptions                                                            |
| --------- | --------------- | --------------------- | -------------------- | ----------------------------------------------------------------------- |
| majuscule | Ḥ̄               | H◌̣◌̄                   | U+0048 U+0323 U+0304 | lettre majuscule latine h diacritique point souscrit diacritique macron |
| minuscule | ḥ̄               | h◌̣◌̄                   | U+0068 U+0323 U+0304 | lettre minuscule latine h diacritique point souscrit diacritique macron |

## Sources
- (en) Thomas T. Pederson, Transliteration of Arabic, 2.2, 2008 (lire en ligne)